# アンシュ
アンシュ（ハイチ語: Ench）はハイチの内陸北東部の都市。中央県の県庁所在地である。ドミニカ共和国とハイチとで帰属が変遷した地域で、スペイン語名はインチャ (Hincha) であり、1929年の国境条約と1936年の同条約の改定で恒久的にハイチ領とされた。アメリカ海兵隊による占領への農民によるゲリラ闘争、カコの反乱の指導者の一人シャルルマーニュ・ペラルト (Charlemagne Péralte) の出身地である。ペラルトは謀殺され、遺体の写真が反乱に対する心理作戦として米軍当局によりばら撒かれたが占領終結後に愛国者として国葬され、遺骨がアンシュに帰された。2015年の推計人口は約12万人。

## 文化
アフリカ系が多数でハイチ語を話すが、ドミニカ系住民も多く、5%がスペイン語を話す。学校教育は主にフランス語で行われる。
カトリックが公式の宗教であるが、憲法には信仰の自由が定められ、非カトリック教派の教会も多い。南カリフォルニアのハイチ基金 (Haiti Endowment Fund, HEF) などが薬や保健活動の支援をする医療派遣団を送ったり、共同体の教会を建設したりなどしている。ブードゥー教の儀式が一般に行われている。

### 料理
料理もクレオール料理であり、他のカリブ料理に近い。グリオと呼ばれる揚げ豚、タソと呼ばれるウシの燻製、ジョンジョンと呼ばれる小さな黒いキノコ入りの飯などが特徴的である。ロブスターや果物、野菜も豊富である。ラードが料理に多用され、マメは比較的に食べられない。
甘いコーヒーを好み、ロブというブランドが一番だと一部で評される。バルバンクールのラムも好まれる。
料理に関しては市場とフォイエ・ダクセイユというゲストハウスもある。

### 観光
町から車で30分のところにジム湖には20mの落差の滝が注ぎ込む。
聖心カテドラルも観光の対象とされている。

## 交通
アンシュへは車と飛行機が利用される。アンシュ空港はハイチでは大きめの空港で、ポルトープランスからのチャーター便でセスナと単発機が利用される。
国道300号線がポルトープランス郊外のクロワ・デ・ブーケから北東へミルバレを経て、ペリグル湖の脇を通りアンシュに向かっている。

## メディア

### ラジオ
- Radio Seven Stars
- Radio Super Continentale
- Radyo Leve Kanpe
- Radyo Vwa Peyizan
- Radio Quotidien FM
- Radio Immaculée Conception

### テレビ
- Télé Smart
- Télé Connection